# Ntop
NTOP (acronimo di Network top) nasce nel 1998 ed è un'applicazione per l'analisi e il monitoraggio del traffico di rete distribuita sotto licenza GPL.
Peculiarità del programma è l'utilizzo di un'interfaccia web, che lo rende estremamente portabile.
Il programma è sviluppato e mantenuto da Luca Deri, ricercatore e docente presso il dipartimento di informatica dell'Università di Pisa. Ntop è uno dei pochi applicativi per le reti locali diffuso anche a livello mondiale.
Nel 2012 il software è stato riscritto da zero in modo da dividere le funzionalità in tre macroaree: Cattura/Analisi/Interfaccia.
La nuova versione prende il nome di NTOPNG.
Ntopng è basato sulle librerie  libpcap ed è stato scritto in modo da  poter girare su  piattaforme Unix, Mac OS X e Windows.
Al suo interno il sistema di deep inspection denominato NDPI permette di effettuare  l'analisi a layer 7 del traffico catturato e riconoscere oltre 100 protocolli di rete.
La versione NtopNg è scritta in C++ e in Lua.

## Protocolli
Di default il programma riconosce i seguenti protocolli di rete:
- TCP/UDP/ICMP
- (R)ARP
- IPX
- DLC
- Decnet
- AppleTalk
- NetBIOS
- TCP/UDP
  - FTP
  - HTTP
  - DNS
  - Telnet
  - SMTP/POP/IMAP
  - SNMP
  - NFS
  - X11
- Fibre Channel
- Control Traffic - SW2,GS3,ELS
- SCSI